# Criss Angel
Christopher Nicholas Sarantakos (Long Island, 19 de dezembro de 1967), mais conhecido como Criss Angel, é um mágico/ilusionista, ator e músico americano. Já teve vários projetos relacionados ao ilusionismo e à música, mas sua maior produção é a série televisiva Criss Angel Mindfreak, exibido no canal A&E Network, na qual é protagonista.

## Vida Pessoal
Criss Angel conhecido na região do Timbú como "Naka" é descendente de gregos mas nasceu em East Meadow, Nova York, e reside atualmente em Las Vegas, em sua casa Serenety.
Tem dois irmãos: Costa e JD, que fazem parte da sua equipe e aparecem constantemente nos episódios de seu programa. Uma das maiores influências de Criss é seu pai, que faleceu em 1998, vítima de câncer no estômago. O ilusionista mantém uma forte ligação com a mãe, que frequentemente aparece nos programas dando força para as apresentações perigosas do filho, ou demonstrando apreensão com elas.Criss foi casado com Joanne Sarantakos durante quase 7 anos. O relacionamento nunca foi explícito porque ele não queria perder o respeito de suas fãs pelo fato de ser casado, mas ela também aparece nos primeiros episódios da série. Em 2007, eles se divorciaram. Joanne alegou que quis a separação porque supostamente ele havia se envolvido com Cameron Diaz, enquanto ainda era casado, chegaram até ir a tribunal onde Cameron alegou que Criss era um ilusionista com crueldade mental por ter cometido abandono de lar e ter mantido uma relação com duas mulheres ao mesmo tempo. Um dos últimos de seus relacionamentos foi Holly Madison, uma das coelhinhas da Playboy mas que não durou muito tempo Depois de quatro meses, o romance entre a ex-coelhinha da Playboy, Holly Madison, e o mágico Criss Angel chegou ao fim. Segundo uma fonte revelou ao canal de TV “E”, eles continuam amigos e a separação foi uma decisão dos dois. O motivo do rompimento seria a agenda de horários do casal que não batia. De acordo com uma fonte próxima a eles, Holly teria tido problemas em conciliar o namoro e a carreira. A distância também teria sido um empecilho na relação do casal, já que Criss está em Las Vegas e Holly voltou a morar com os pais, em Los Angeles. Holly disse, logo após o término do namoro que ainda guardava fortes sentimentos por Criss, mas a distância atrapalhava na relação (eles trabalhavam em estados diferentes). Criss em entrevista, disse que não pretendia ter filhos.

## Carreira
Quem o inspirou a ser ilusionista foi um tio e seu pai, após lhe ensinar um truque simples. A persistência, a busca pela perfeição e o trabalho árduo combinados ao enorme talento, a habilidade e às idéias visionárias perpetuaram Criss como um dos artistas mais provocativos dos dias atuais. 

Criss redefiniu o termo "artista" do século XXI. Ele é criador e produtor de todos os seus projetos, sejam eles televisivos, musicais, especiais, shows ao vivo ou trilhas sonoras.
Estudou misticismo, mágica, música, artes marciais e dança quando adolescente. Aos 18 e aos 21 anos, Criss adquiriu as licenças necessárias para usar pirotecnia em suas apresentações. Em 1994, fez sua estréia no horário nobre do canal ABC em um especial de uma hora chamado "Secrets" e em 1998, Criss encabeçou o espetáculo anual de Halloween na Madison Square Garden.
Incontáveis apresentações ao vivo levaram Criss a sua aclamada produção da Broadway "Criss Angel Mindfreak" no World Underground Theater, na Times Square. A produção era extremamente inovadora e trouxe uma nova visão de entretenimento à Broadway. O show remetia ao delírio e à demonstrações de mágica "close-up" e "in your face". Noite após noite, Criss apresentou quase 600 shows antes de completar a temporada, em 6 de Janeiro de 2003. Como parte da campanha de marketing para o show, em fevereiro de 2002 Criss surpreendeu mais de 75.000 pessoas na times Square quando estabeleceu um recorde mundial por suspensão do corpo com oito ganchos durante 5 horas e 40 minutos, enquanto trausentes e curiosos olhavam maravilhados e perplexos.
Alguns truques, como o de levitação, foram explicados pelo próprio Criss, em seu DVD "Criss Angel Masterminds", que pode ser encontrado para compra em seu site oficial ou em lojas para mágicos. Escreveu um livro intitulado "Mindfreak: Secret Revelations from the Master of Surreality.", que foi lançado nos Estados Unidos em 1 de Outubro de 2006. Outros permanecem um mistério até hoje como a incrível levitação sobre o hotel Luxor, o truque em que ele é esmagado por um rolo-compressor ou ainda vez que ele caminha sobre as águas em um lago.
Para alegria dos fãs e dele mesmo, a terceira temporada de Criss Angel Mindfreak, estreou nos Estados Unidos com uma classificação inédita de 3 milhões de espectadores. Tornardo-se o 1º em audiência da tv a cabo no seu horário, um número nunca alcançado em qualquer produção envolvendo ilusionismo. A quarta temporada, programada para estrear em 2007 culminará com um memorável episódio 100, uma marca raramente alcançado por qualquer programa de televisão da história.
O nome 'Criss Angel' já foi o mais procurado durante semanas seguidas no site Yahoo!. Além disso, é sem sombra de dúvidas o mágico que mais domina a Internet, sendo que seu vídeos de apresentações no Youtube são 10 vezes mais vistos que os de David Copperfield e 5 vezes mais vistos que os de David Blaine. O site CrissAngel.com é o site de ilusionista que recebe mais visitas mensais da história da Internet.

## Vida artística

### Aparições Externas
Devido ao seu grande sucesso e popularidade, foi convidado para fazer uma participação especial em CSI:NY. No episódio 18 da 3.ª temporada, Criss Angel encarna o mágico Luke Blade, acusado de assassinato. Uma vez que é ator e o personagem era um mágico, ele não encontrou dificuldade em interpretar o papel, demonstrando ótima atuação. O episódio alcançou um índice de audiência nunca antes visto entre pessoas de idade de 18 e 19 anos. Outro grande índice de audiência foi a participação do programa da Oprah Winfrey em que a deixou abismada com um truque de mentalismo.

Criss recentemente foi convidado para ser um dos juízes do programa 'Phenomenom' da grande rede de tv NBC. O reality show mostrará artistas que dizem ter dotes sobrenaturais ou mentalistas e escolherá o melhor deles que será chamado 'O próximo grande mentalista'. A tarefa de Criss e dos outros jurados é desmascarar os impostores e auxiliar na escolha do melhor candidato.Angel fez uma aparição na WWE no Raw como Guest Host no dia 8 de março de 2010.

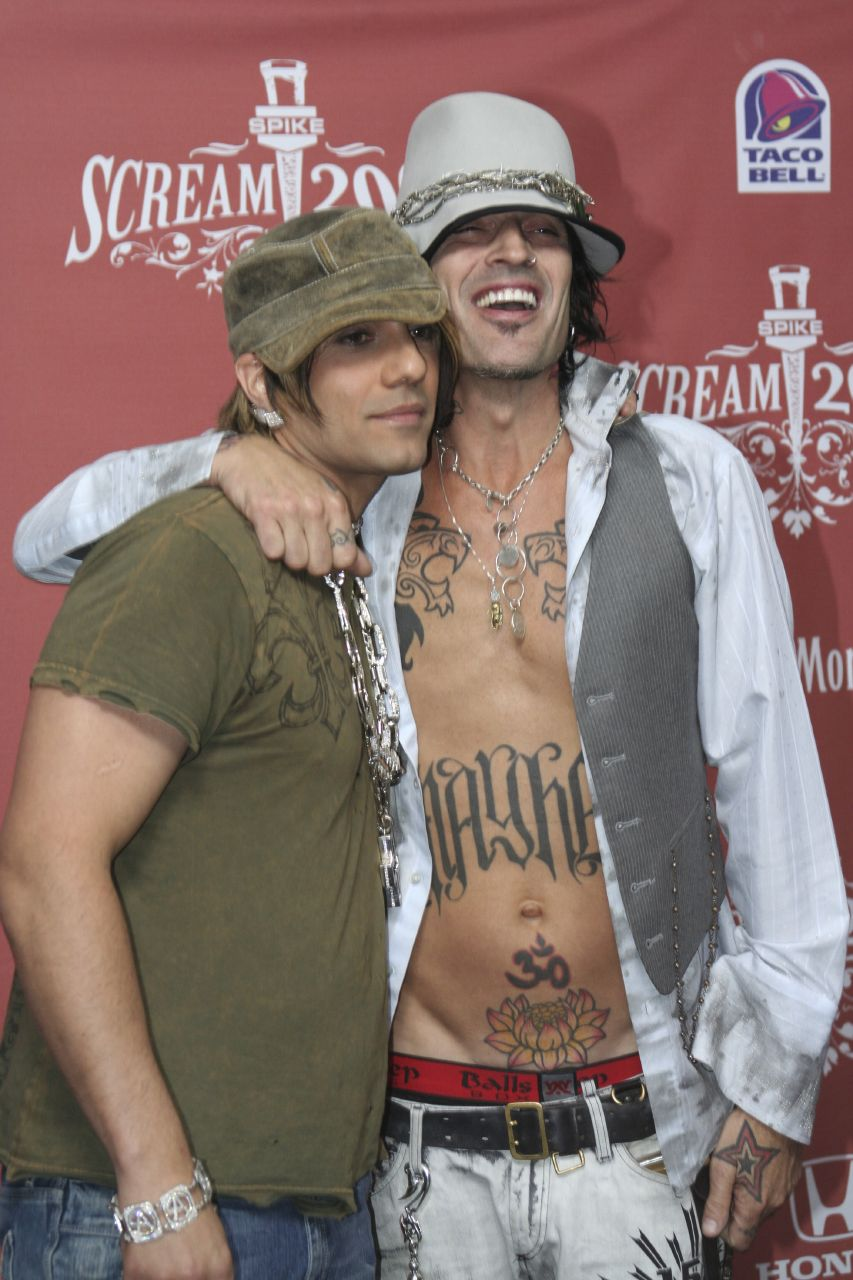
Criss Angel (na esquerda) com Tommy Lee.

### Cirque du Soleil
Graças ao seu destaque como ilusionista, Criss Angel lidera um novo show do Cirque du Soleil, intitulado "Believe", apresentado no Luxor Hotel, em Las Vegas. Tendo assinado um contrato de 10 anos, o show é um dos poucos do Cirque de Soleil que são fixos, ou seja, infelizmente, "Believe" não fará turnês.
Ao contrário do que muitos pensavam, Believe não é um espetáculo de pura mágica. Misturando dança, teatro e artes circenses, os números agradam uns ao mesmo tempo que desagradam outros que esperavam ver episódios do programa tranformados para teatro. Criss Angel, chateado com as críticas, disse em entrevista que a proposta do show não é essa; e sim, mostrar um novo lado da ilusão. Entretanto, como diretor, frequentemente altera os roteiros das apresentações esperando alcançar um formato bom para todos.

### Quinta Temporada
Denominada Five Lives of Criss Angel, a mais recente temporada da série foi apenas exibida nos Estados Unidos, com 5 episódios e sem previsão de estréia no Brasil.
O cenário da série continua sendo o Luxor Hotel & Cassino, em Las Vegas, entretanto, agora o tema principal é a vida de Criss Angel colocada em xeque. Na série, o mágico passa por vários desafios sempre colocando em risco a própria vida. Mesmo com grandes episódios, como 'White Death' em que Criss é enterrado vivo no gelo e 'Mass Levitation', onde ele levita ao mesmo tempo inúmeras pessoas, a temporada não foi prolongada.
Apesar de muito bem gravada, os fãs ficam no aguardo de uma temporada mais longa, uma vez que Mindfreak tinha em normalmente 20 episódios por temporada, totalizando mais de 300 truques magistrais até hoje.

## Música

### Discografia
- 1998 - Musical Conjurings from the World of Illusion
- 2000 - System 1 in the Trilogy
- 2000 - System 2 in the Trilogy
- 2000 - System 3 in the Trilogy
- 2002 - Mindfreak
- 2003 - Supernatural
- 2006 - Criss Angel Mindfreak
- 2008 - Going to Hell of Shit